# روزبه چشمی
روزبه چشمی (زادهٔ ۲ مرداد ۱۳۷۲) بازیکن فوتبال اهل ایران است که در پست هافبک دفاعی و مدافع میانی برای باشگاه فوتبال استقلال در لیگ برتر خلیج فارس و تیم ملی فوتبال ایران بازی می‌کند. او هم اکنون کاپیتان استقلال است.

## دوران باشگاهی

### آغاز با صبای قم
چشمی در سال ۹۲ با تیم صبا به لیگ برتر خلیج فارس معرفی شد و طی دو فصل حضور در این تیم عملکرد خوبی از خود بر جای گذاشت.

### استقلال
بازی خوب روزبه در دو فصل برای صبا، باعث جلب نظر کادر فنی استقلال شد. چشمی در سال ۱۳۹۴ با قراردادی سه ساله از صبای قم به استقلال پیوست. وی از همان ابتدایی حضورش در استقلال به مهره ای کلیدی تبدیل شد اما به دلیل مصدومیت از فهرست استقلال خارج شده بود و به دلیل ممنوعیت این باشگاه نتوانست در نقل و انتقالات به جمع استقلالی‌ها برگردد، قرار شد تا پایان لیگ شانزدهم به فعالیتش در تیم دیگری ادامه دهد. روزبه چشمی روز ۲۷ بهمن ۱۳۹۵ در تمرین صبای قم شرکت کرد. این در حالی بود که چشمی قراردادی با با باشگاه صبای قم امضاء نکرده بود و منتظر مشخص شدن وضعیت خود برای بستن قرارداد بود. هرچند مدیر رسانه‌ای صبای قم اعلام کرد که قرار است در یکی دو روز آینده وضعیت چشمی مشخص شده و در صورتی که مشکلی نباشد، تا پایان فصل برای صبا بازی کند.
در همین دوره او از پرسپولیس پیشنهاد داشت. اما ترجیح داد نیم فصل بدون تیم بماند پس از پایان فصل او در ابتدایی لیگ ۹۷–۹۶ به ترکیب استقلال اضافه شد. او در بازی مقابل سایپا در جام حذفی ۲۰۱۸–۲۰۱۹ بازوبند کاپیتانی استقلال را بر بازو بست و کاپیتان استقلال بود.

## دوران ملی

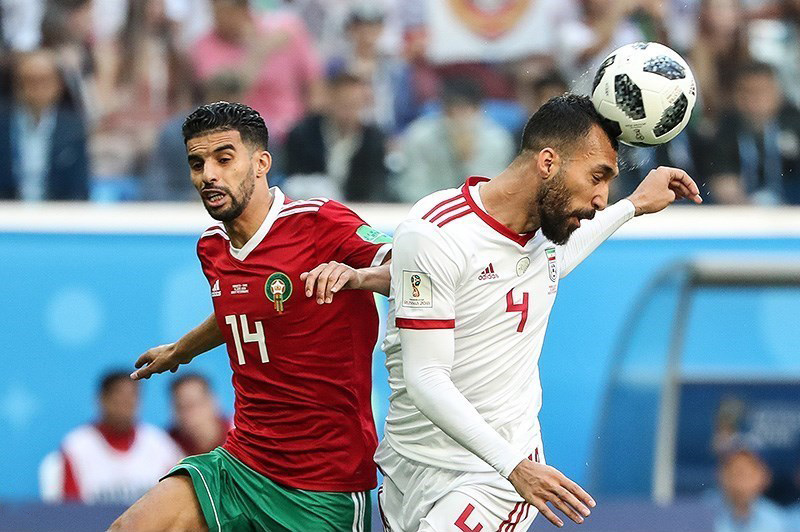
روزبه چشمی در بازی ایران و مراکش

### جام جهانی ۲۰۱۸ روسیه
چشمی برای نخستین‌بار در شهریور ۱۳۹۶ توسط کارلوس کی‌روش برای مقدماتی جام جهانی فوتبال ۲۰۱۸، برابر کره جنوبی و سوریه به تیم بزرگسالان ایران فرا خوانده شد. او نخستین بازی خود را به عنوان بازیکن تعویضی در مساوی ۰–۰ در برابر کره جنوبی در ۹ شهریور ۱۳۹۶ انجام داد. او در اردیبهشت ۱۳۹۷ در فهرست نخستین ایران برای جام جهانی ۲۰۱۸ روسیه نیز جای گرفت. او نخستین بازی خود را در این رقابت‌ها در ۱۵ ژوئن انجام داد و ۹۰ دقیقه در برد ۱–۰ در مرحله گروهی در برابر مراکش بازی کرد و به تیمش کمک کرد تا نخستین بازی خود را در جام جهانی از سال ۱۹۹۸ تا آن زمان،  برنده شود. اما با این وجود جام جهانی زود برای او به پایان رسید؛ چرا که پس از بازی برابر مراکش در تمرین، دچار مصدومیت شد و ادامه بازی‌ها را از دست داد.

### جام جهانی ۲۰۲۲ قطر
در جام جهانی ۲۰۲۲ قطر روزبه چشمی در دقیقه ۹۸ بازی در دقایق اضافه، توانست در مقابل ولز گل سرنوشت ساز را بزند و نتیجه را ۱ بر ۰ به سود ایران تغییر دهد. ۳ دقیقه بعد رامین رضاییان توانست گل دوم را به ثمر برساندتا ایران با نتیجه ۲ بر ۰ ولز را شکست دهد.
تصویر گلزنی روزبه چشمی به ولز، جزو بهترین تصاویر مرحله گروهی جام جهانی ۲۰۲۲ از نگاه فیفا قرار گرفت و همچنین دیرهنگام‌ترین گل پیروزی بخش تاریخ جام جهانی لقب گرفت.
۳۰ فروردین در اختتامیه برنامه " قهرمان ایران" که به صورت زنده از دو شبکه سه و ورزش پخش می‌شد گل روزبه چشمی به ولز به عنوان برترین صحنه سال ۱۴۰۱ ورزش ایران انتخاب شد.

### جام کافا ۲۰۲۳
وی با سرمربیگری امیر قلعه‌نویی توانست همراه با تیم ملی فوتبال ایران عنوان قهرمانی اولین دوره مسابقات قهرمانی فوتبال آسیای مرکزی ۲۰۲۳ را کسب کند

### جام ملت های آسیا ۲۰۲۳
روزبه چشمی در جام ملت های آسیا به تیم ملی ایران دعوت شد و در دیدار دوستانه برابر بورکینافاسو به میدان رفت،چشمی در بازی دوستانه بعدی مقابل اندونزی یک گل به ثمر رساند.

## آمار ملی

### بازی‌های ملی
تا تاریخ ۵ ژوئن ۲۰۲۵
| ایران | ایران | ایران | ایران  |
| سال   | بازی  | گل    | پاس گل |
| ----- | ----- | ----- | ------ |
| ۲۰۱۷  | ۵     | ۰     | ۰      |
| ۲۰۱۸  | ۱۰    | ۱     | ۰      |
| ۲۰۱۹  | ۳     | ۰     | ۰      |
| ۲۰۲۲  | ۳     | ۱     | ۰      |
| ۲۰۲۳  | ۸     | ۰     | ۱      |
| ۲۰۲۴  | ۶     | ۱     | ۰      |
| ۲۰۲۵  | ۲     | ۰     | ۰      |
| مجموع | ۳۷    | ۳     | ۱      |

### گل‌های ملی
| شماره | تاریخ          | میزبان | بازی ملی | حریف     | نتیجه | رقابت              |
| ----- | -------------- | ------ | -------- | -------- | ----- | ------------------ |
| ۱     | ۱۹ مه ۲۰۱۸     | تهران  | ۸        | ازبکستان | ۱–۰   | دوستانه            |
| ۲     | ۲۵ نوامبر ۲۰۲۲ | الریان | ۲۱       | ولز      | ۲–۰   | جام جهانی ۲۰۲۲ قطر |
| ۳     | ۹ ژانویه ۲۰۲۴  | الریان | ۳۱       | اندونزی  | ۵–۰   | دوستانه            |

## آمار باشگاهی
| باشگاه        | دسته          | فصل           | لیگ  | لیگ | جام حذفی | جام حذفی | آسیا | آسیا | سوپر جام | سوپر جام | مجموع | مجموع |
| باشگاه        | دسته          | فصل           | بازی | گل  | بازی     | گل       | بازی | گل   | بازی     | گل       | بازی  | گل    |
| ------------- | ------------- | ------------- | ---- | --- | -------- | -------- | ---- | ---- | -------- | -------- | ----- | ----- |
| صبای قم       | لیگ برتر      | ۲۰۱۳–۲۰۱۴     | ۲۵   | ۱   | ۰        | ۰        | –    | –    | –        | –        | ۲۵    | ۱     |
| صبای قم       | لیگ برتر      | ۲۰۱۴–۲۰۱۵     | ۲۴   | ۰   | ۱        | ۰        | –    | –    | –        | –        | ۲۵    | ۰     |
| مجموع صبای قم | مجموع صبای قم | مجموع صبای قم | ۴۹   | ۱   | ۱        | ۰        | –    | –    | –        | –        | ۵۰    | ۱     |
| استقلال       | لیگ برتر      | ۲۰۱۵–۲۰۱۶     | ۲۲   | ۰   | ۴        | ۰        | ۰    | ۰    | –        | –        | ۲۶    | ۰     |
| استقلال       | لیگ برتر      | ۲۰۱۶–۲۰۱۷     | ۰    | ۰   | ۰        | ۰        | ۰    | ۰    | –        | –        | ۰     | ۰     |
| استقلال       | لیگ برتر      | ۲۰۱۷–۲۰۱۸     | ۲۶   | ۳   | ۵        | ۰        | ۹    | ۰    | –        | –        | ۴۰    | ۳     |
| استقلال       | لیگ برتر      | ۲۰۱۸–۲۰۱۹     | ۱۹   | ۰   | ۲        | ۰        | ۴    | ۱    | –        | –        | ۲۵    | ۱     |
| استقلال       | لیگ برتر      | ۲۰۱۹–۲۰۲۰     | ۲۲   | ۱   | ۳        | ۰        | ۶    | ۰    | –        | –        | ۳۱    | ۱     |
| استقلال       | لیگ برتر      | ۲۰۲۱–۲۰۲۲     | ۱۹   | ۰   | ۳        | ۰        | ۰    | ۰    | –        | –        | ۲۲    | ۰     |
| استقلال       | لیگ برتر      | ۲۰۲۲–۲۰۲۳     | ۲۷   | ۲   | ۵        | ۰        | –    | –    | ۱        | ۰        | ۳۳    | ۲     |
| استقلال       | لیگ برتر      | ۲۰۲۳–۲۰۲۴     | ۲۸   | ۲   | ۱        | ۰        | –    | –    | –        | –        | ۲۹    | ۲     |
| استقلال       | لیگ برتر      | ۲۰۲۴–۲۰۲۵     | ۲۰   | ۰   | ۵        | ۱        | ۸    | ۰    | –        | –        | ۳۳    | ۱     |
| مجموع استقلال | مجموع استقلال | مجموع استقلال | ۱۸۳  | ۸   | ۲۸       | ۱        | ۲۷   | ۱    | ۱        | ۰        | ۲۳۹   | ۱۰    |
| ام‌صلال        | لیگ‌ستارگان    | ۲۰۲۰–۲۰۲۱     | ۱۸   | ۱   | ۳        | ۰        | –    | –    | –        | –        | ۲۱    | ۱     |
| مجموع ام صلال | مجموع ام صلال | مجموع ام صلال | ۱۸   | ۱   | ۳        | ۰        | –    | –    | –        | –        | ۲۱    | ۱     |
| مجموع آمار    | مجموع آمار    | مجموع آمار    | ۲۵۰  | ۱۰  | ۳۲       | ۱        | ۲۷   | ۱    | ۱        | ۰        | ۳۱۰   | ۱۲    |

## افتخارات

### باشگاهی
- قهرمانی در لیگ برتر ۰۱–۱۴۰۰ به همراه تیم استقلال[۲۰]
- نایب قهرمانی در لیگ برتر ۹۶–۱۳۹۵ به همراه تیم استقلال[۲۱]
- نایب قهرمانی در لیگ برتر ۹۹–۱۳۹۸ به همراه تیم استقلال[۲۲]
- نایب قهرمانی در لیگ برتر ۰۳–۱۴۰۲ به همراه تیم استقلال
- قهرمانی در جام حذفی ۹۷–۱۳۹۶ به همراه تیم استقلال[۲۳]
- قهرمانی در جام حذفی ۰۴–۱۴۰۳ به همراه تیم استقلال[۲۴]
- نایب قهرمانی در جام حذفی ۹۵–۱۳۹۴ به همراه تیم استقلال[۲۵]

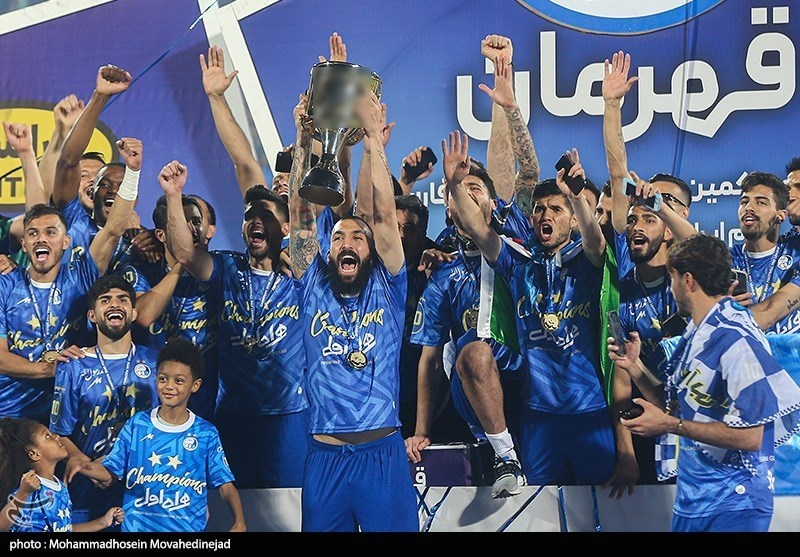
روزبه چشمی در جشن قهرمانی استقلال لیگ برتر فوتبال ایران ۰۱–۱۴۰۰

- قهرمانی در سوپر جام ایران ۱۴۰۱ به همراه تیم استقلال[۲۶]
- نایب قهرمانی در جام حذفی ۰۲–۱۴۰۱ به همراه تیم استقلال[۲۷]روزبه چشمی در جشن قهرمانی استقلال لیگ برتر فوتبال ایران ۰۱–۱۴۰۰

### ملی
- قهرمانی جام ملتهای آسیا ۲۰۱۲ به همراه تیم ملی جوانان ایران
- نیمه نهایی جام ملتهای آسیا ۲۰۱۹ به همراه تیم ملی فوتبال ایران[۲۸]
- قهرمانی مسابقات فوتبال آسیای مرکزی ۲۰۲۳ به همراه تیم ملی فوتبال ایران[۲۹]
- نیمه‌ نهایی جام ملت‌های آسیا ۲۰۲۳ به همراه تیم ملی فوتبال ایران

### فردی
- حضور در جام جهانی فوتبال ۲۰۱۸ روسیه[۳۰]
- حضور در جام جهانی فوتبال ۲۰۲۲ قطر[۳۱]
- حضور در جام ملت‌های آسیا ۲۰۱۹ امارات[۳۲]
- حضور در جام ملت‌های آسیا ۲۰۲۳ قطر[۳۳]
- برترین بازیکن زمین در بازی ایران–ولز در جام جهانی۲۰۲۲[۳۴]
- رکورد دیرهنگام ترین گل پیروزی بخش تاریخ جام جهانی فوتبال در دقیقه ۸+۹۰[۳۵]
- جایزه برترین صحنه ورزشی سال ۱۴۰۱ ایران[۳۶]
- تیم منتخب سال ۱۳۹۶ نوروزفوتبالی[۳۷]
- برترین هافبک دفاعی سال ۱۴۰۱ نوروز فوتبالی با آرای مردمی[۳۸]
- تیم منتخب مردمی سال ۱۴۰۱ نوروز فوتبالی[۳۹]
- تیم منتخب کارشناسان سال ۱۴۰۱ نوروز فوتبالی[۴۰]
- برترین بازیکن سال ۱۴۰۱ فوتبال ایران با آرای مردمی نوروز فوتبالی[۴۱]
- برترین هافبک دفاعی سال ۱۴۰۲ نوروز فوتبالی با آرای کارشناسان[۴۲]
- برترین هافبک دفاعی سال ۱۴۰۲ نوروز فوتبالی با آرای مردمی[۴۳]
- تیم منتخب کارشناسان سال ۱۴۰۲ نوروز فوتبالی [۴۴]
- تیم منتخب مردمی سال ۱۴۰۲ نوروز فوتبالی[۴۵]
- برترین بازیکن سال ۱۴۰۲ فوتبال ایران با آرای مردمی نوروز فوتبالی[۴۶][۴۷]